# Rio São José dos Cordeiros
Rio São José dos Cordeiros är ett periodiskt vattendrag i Brasilien.   Det ligger i delstaten Paraíba, i den östra delen av landet, 1 500 km nordost om huvudstaden Brasília.
Omgivningarna runt Rio São José dos Cordeiros är huvudsakligen savann. Runt Rio São José dos Cordeiros är det mycket glesbefolkat, med 6 invånare per kvadratkilometer.